# The First Year
The First Year è un film muto del 1926 diretto da Frank Borzage. La sceneggiatura di Frances Marion si basa sull'omonimo lavoro teatrale di Frank Craven, andato in scena a New York il 20 ottobre 1920. La commedia sarebbe stata adattata per lo schermo ancora una volta nel 1932 sempre dalla Fox con Il primo anno interpretato da Janet Gaynor e Charles Farrell.

## Trama
Tom Tucker, un tipo quieto e timido, sposa Grace Livingston e si trasferisce con lei in una piccola città di provincia. Il primo anno di matrimonio, però, non trascorre tranquillamente perché Grace, più irrequieta e ambiziosa, vorrebbe che il marito fosse più attivo e facesse carriera. Tom, che sta per entrare in affari con una grande compagnia ferroviaria con grandi prospettive finanziarie, invita a cena il signor e la signora Barstow, suoi referenti nell'affare.

La cena si rivela un disastro: Grace si lascia sfuggire un commento importuno; la cameriera è pasticciona e inesperta e un ex di Grace, Dick Loring, appare inaspettatamente. Quando Grace si rende conto che l'accordo di Tom potrebbe saltare, lei se ne va dalla madre.

Durante la sua assenza, Tom firma il contratto e poi raggiunge Grace. I due sposi si riconciliano e Grace annuncia al marito di essere in dolce attesa.

## Produzione
Il film, che prodotto dalla Fox Film Corporation, venne girato nell'ottobre o nel novembre 1925.

## Distribuzione
Il copyright del film, richiesto dalla Fox, fu registrato il 10 gennaio 1926 con il numero LP22272.
Distribuito dalla Fox Film Corporation, il film uscì nelle sale statunitensi il 24 gennaio 1926.

### Conservazione
Copia completa della pellicola si trova conservata negli archivi del Museum Of Modern Art di New York e del George Eastman House di Rochester. La pellicola è stata completamente restaurata dalla Film Foundation, un'organizzazione fondata da Martin Scorsese nel 1990.